# هاراس ناسيونو
هاراس ناسيونو (بالفرنسية: Haras Nationaux)‏ وتعني حرفياً مزارع الخيول الوطنية هي الهيئة الإدارية العامة الوطنية الفرنسية المسؤولة عن تنظيم وإدارة تربية الخيول والحمير في فرنسا. كانت تدير اثنين وعشرين مزرعة إقليمية للخيول أو مراكز لتربية الخيول.

## قراءة معمقة
- Jacques Mulliez (2004). Les chevaux du royaume: aux origines des Haras nationaux (in French). Paris: Belin. (ردمك 9782701132815).

## وصلات خارجية
- الموقع الرسمي